# Janna Iórkina
Janna Iórkina   (Soltsy, 6 de maig de 1939 - Ciutat de les Estrelles, 15 de maig de 2015), nom complet amb patronímic Janna Dmítrievna Iórkina, rus: Жанна Дмитриевна Ёркина, cognom de casada Serguéitxik, rus: Сергейчик, fou una cosmonauta de proves soviètica i enginyera major.

## Biografia
Va néixer el 6 de maig de 1939 a la ciutat de Soltsí, óblast de Nóvgorod.
Després de graduar-se de l'escola secundària a Tambov el 1956, va ingressar a l'Institut Pedagògic de Riazan (actual Universitat Estatal de Riazan), del qual es va graduar el 1961. Des del 1957, com a estudiant, va estudiar a l'aeroclub de Riazan. Del setembre de 1961 al febrer de 1962 va treballar com a professora d'idiomes a una escola secundària de l'óblast de Riazan.
L’abril de 1962 va ingressar al servei militar i fou allistada com a estudiant-cosmonauta. El 1964-1969 va estudiar a l'Acadèmia d'Enginyeria de les Forces Aèries Jukovski, després d'haver rebut la qualificació de "pilot-cosmonauta-enginyera".
El març de 1962, Iórkina va ser sotmesa a un examen mèdic i en una reunió de la comissió per a la selecció de cosmonautes fou inscrita al segon grup de vuit cosmonautes dones. L’abril-novembre de 1962 va rebre formació general de l'espai i després d'aprovar els exàmens l’1 de desembre de 1962 fou destinada com a cosmonauta del primer destacament. A la primera meitat del 1963, es preparava per a un vol a la sonda espacial Vostok 6, dins del programa de vol femení, com a part d’un grup, juntament amb Valentina Tereixkova, Irina Soloviova i Valentina Ponomariova.
Tanmateix, l'honor de ser la primera dona a viatjar a l'espai li correspongué a Valentina Tereixkova, que va ser llançada a l'òrbita terrestre el juny de 1963 a bord de la Vostok 6. La tripulació de reserva de Tereixkova fou Irina Soloviova, amb Valentina Ponomariova en un paper secundari de "segona tripulant de seguretat". Iorkina havia estat retirada de la carrera per la missió, ja que tenia un rendiment baix al simulador.
De maig a novembre de 1965 va ser entrenada com a comandant de la segona tripulació (juntament amb Tatiana Kuznetsova) per a un vol amb la nau espacial Voskhod i un passeig espacial. Però aquest vol es va cancel·lar a causa del tancament del programa Voskhod. Va abandonar del cos de cosmonautes l'1 d'octubre de 1969 en relació amb la dissolució del grup de cosmonautes femenins.
El 1963 es va casar amb Valeri Serguéitxik, amb qui va tenir dos fills, Valeri i Svetlana, en violació de la norma de Koroliov segons la qual les dones cosmonautes havien de deixar de tenir fills i dedicar-se al programa espacial.
Des de l’octubre de 1969, Janna Iórkina va treballar al Centre de Formació de Cosmonautes en diverses funcions i va ser un dels cosmonautes implicats en el desenvolupament de l'avió espacial Spiral. Es va retirar per edat el 20 de juliol de 1989.
Va morir d'un ictus el 25 de maig de 2015. Va ser enterrada al cementiri del poble de Leonikha, óblast de Moscou, a prop de la Ciutat de les Estrelles.